# Koluvere (Väike-Maarja)
Koluvere (Duits: Kollower) is een plaats in de Estlandse gemeente Väike-Maarja in de provincie Lääne-Virumaa. De plaats heeft de status van dorp (Estisch: küla).
Tot in oktober 2017 behoorde het dorp tot de gemeente Rakke. In die maand werd Rakke bij de gemeente Väike-Maarja gevoegd.

## Bevolking
Het dorp had 7 inwoners op 31 december 2011 en 8 inwoners op 31 december 2021.

## Ligging
Koluvere ligt tegen de grens van de provincies Lääne-Virumaa en Jõgevamaa én tegen de grens van de provincies Lääne-Virumaa en Järvamaa. Op het grondgebied van Koluvere komt de Tugimaantee 22, de secundaire weg van Rakvere naar Vägeva, uit op de Tugimaantee 39, de secundaire weg van Tartu naar Aravete. Bij het dorp ligt het meer Seljajärv (2,3 ha). De spoorlijn Tapa - Tartu loopt door het dorp, maar heeft hier geen station. Het buurdorp Vägeva in de gemeente Jõgeva heeft wel een station.

## Geschiedenis
Koluvere werd voor het eerst genoemd onder de naam Kolobeer in 1441. In 1564 heette het dorp Kollower en in 1782 Kullofer. Het dorp lag op het landgoed van Löwenwolde (Liigvalla), maar ging in de 18e eeuw naar het landgoed van Wäggewa (Vägeva), dat een ‘semi-landgoed’ (Duits: Beigut, Estisch: poolmõis) onder Löwenwolde was. Tussen 1977 en 1997 viel Koluvere onder het buurdorp Piibe.